# 卡爾諾 (加利福尼亞州)
卡爾洛（英語：Karlo）是位於美國加利福尼亞州拉森縣的一個非建制地區。該地的面積和人口皆未知。

## 地理
卡爾洛的座標為40°33′02″N 120°18′56″W / 40.55056°N 120.31556°W，而該地的平均海拔高度為1351米（即4452英尺）。